# Oliver Maria Schmitt
Pour les articles homonymes, voir Schmitt.

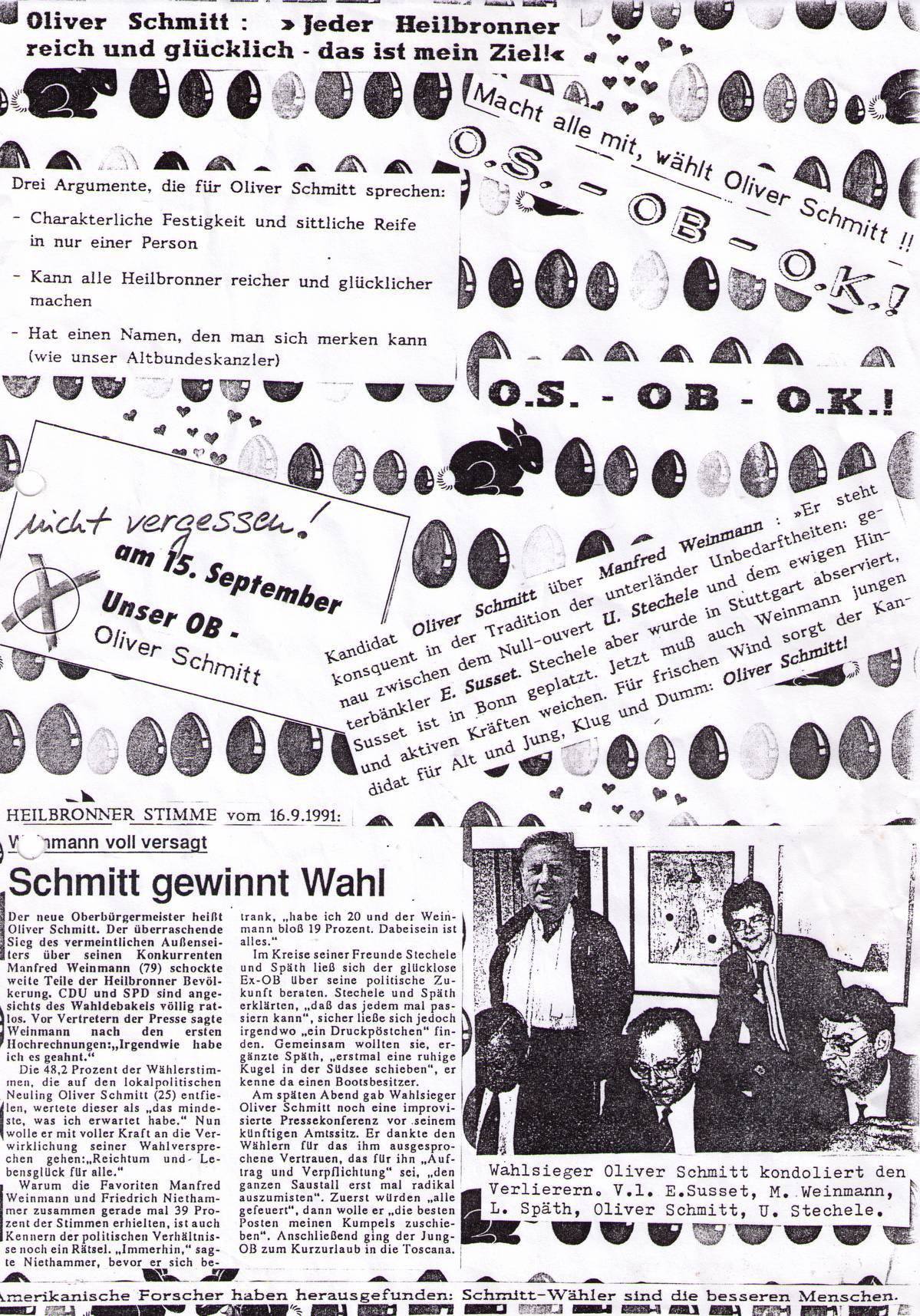
Tract d'Oliver Maria Schmitt pour les élections municipales de Heilbronn en 1991

Oliver Maria Schmitt (né le 27 avril 1966 à Heilbronn) est un écrivain et homme politique (PARTI) allemand.

## Biographie
De 1981 à 1987, il est un chanteur et guitariste du groupe punk "Tiefschlag". Il se présente comme candidat indépendant aux élections régionales de Bade-Wurtemberg en 1988 et municipales de Heilbronn en 1991. À chaque fois, il obtient 0,2%.
Avec Rolf Schall, il présente des expositions d'œuvres de Herbert F. Kietznick, "maître du bruitisme mystique", en fait un artiste fictif.
Schmitt étudie la rhétorique et l'histoire de l'art à Tübingen et Leeds. Avec Clemens Kieser et Bernd Kasparak, il publie un magazine littéraire de 1991 à 1994 et écrit des pièces radiophoniques pour Süddeutscher Rundfunk (de) et Südwestfunk.
De 1995 à 2000, il est le rédacteur en chef du magazine satirique Titanic. Comme Thomas Gsella (de) et Martin Sonneborn, il est membre du Titanic Boy Group, président d'honneur depuis sa création en 2004 du PARTI et depuis 2006, coéditeur de Titanic.
Il publie régulièrement dans Titanic, Frankfurter Allgemeine Zeitung, Süddeutsche Zeitung, Die Tageszeitung, Konkret, Der Spiegel, Die Zeit ou l'édition allemande de GEO.
En 2012, il se porte candidat du PARTI à la mairie de Francfort-sur-le-Main et obtient 1,8% des voix, soit le meilleur score du parti.
Il est l'auteur de la première et de la quatrième de couverture de l'édition de juillet 2012 de Titanic montrant le pape Benoît XVI en soutane et titrant, faisant allusion à l'affaire Vatileaks, Hallelujah au Vatican - la fuite est détectée. À la suite de cette publication, il reçoit l'ordre d'arrêter par le représentant légal du pape. C'est la première fois que le pape allemand poursuit civilement Titanic. Le 30 août, le Saint-Siège demande un droit de réponse.

## Œuvre
- Collectif, Herbert F. Kietznick. Die Wechseljahre 1926 – 1932. Tübingen 1992
- Gute Güte, Göthe. Haffmans, Zürich 1999 (avec Jürgen W. Jonas)
- Collectif, Euch werd ich’s zeigen. Das Lebensbilderbuch des Chlodwig Poth. Espresso, Berlin 2001
- Die schärfsten Kritiker der Elche. Die Neue Frankfurter Schule in Wort und Strich und Bild. Fest Verlag, Berlin 2001
- Erotik Pur mit Flirt-Faktor. S. Fischer, Frankfurt 2002 (avec Eckhard Henscheid)
- Hit me with your Klapperstock. Édition Tiamat, Berlin 2005
- AnarchoShnitzel schrieen sie. CD, Argon, Berlin 2006
- AnarchoShnitzel schrieen sie. Ein Punkroman für die besseren Kreise. Rowohlt, Berlin 2006
- Der beste Roman aller Zeiten. Rowohlt, Berlin 2009
- Collectif, Titanic – Das Erstbeste aus 30 Jahren. Rowohlt, Berlin 2009
- Das Urknall-Komplott. Edel, Hamburg 2009 (avec Rudi Hurzlmeier)
- Collectif, Titanic – Das totale Promi-Massaker. Rowohlt, Berlin 2011
- Mein Wahlkampf. Rowohlt, Berlin 2013